# Choi Jung-hoon
Đây là một tên người Triều Tiên, họ là Choi.
Choi Jung Hoon (Hangul: 최정훈, sinh ngày 10 tháng 3 năm 1992) là một nam ca sỹ kiêm nhạc sĩ người Hàn Quốc. Vào năm 2014, Choi Jung Hoon chính thức ra mắt với tư cách là một thành viên của ban nhạc Jannabi. Anh từng tham gia SuperStar K mùa 5 và nằm trong nhóm Plan B, sau đó bị loại ở top 7. Khán giả đã chú ý đến anh và các thành viên JANNABI nhiều hơn qua ca khúc Summer (뜨거운 여름밤은 가고 남은 건 볼품없지만). Sau khi tham gia Home Alone (나 혼자 산다) của đài MBC và đã giúp cho mọi người có cái nhìn gần gũi hơn với một hình ảnh Choi Jung Hoon ở đời thường.

## Tiểu sử
Choi Jung Hoon sinh ngày 10 tháng 3 năm 1992 tại Bundang-gu, Gyeonggi, Hàn Quốc. Từ khi còn nhỏ anh đã bắt đầu chơi nhạc cụ. Vào năm lớp 6, sau khi nghe bài hát ost Can you feel the love tonight của bộ phim Vua sư tử do Elton John thể hiện, anh đã nuôi ước mơ trở thành nhạc sỹ kiêm ca sỹ. Hiện tại, anh đã bước trên con đường ca hát của mình thông qua việc lập nên ban nhạc rock indie nổi tiếng JANNABI.

## Học vấn
| Trường học                      | Khoa                     | Ghi chú       |
| ------------------------------- | ------------------------ | ------------- |
| Trường Tiểu học Bundang         | ―                        | Đã tốt nghiệp |
| Trường Trung học cơ sở Seohyeon | ―                        | Đã tốt nghiệp |
| Trường Trung học Yatop          | ―                        | Đã tốt nghiệp |
| Trường Đại học Kyunghee         | Khoa Quản trị Kinh doanh | Đã nghỉ học   |

Ngoài ra, anh còn từng là một Hội trưởng Hội học sinh khi còn là học sinh Trung học.

## Sự nghiệp

### Trước khi ra mắt
Thuở nhỏ, Choi Jung Hoon đã học tại trường Tiểu học Bundang. Trong lúc học tại Trường cấp hai Seohyeon, anh đã có một màn trình diễn nhạc cụ khi hoạt động ở câu lạc bộ. Sau đó Choi Jung Hoon biết đến Kim Do-hyung lần đầu tiên bởi video ca nhạc tự sáng tác của anh ấy. Trong suốt những năm tháng trung học, Choi Jung Hoon cùng hai thành viên cùng nhóm đã biểu diễn ở công viên Bundang. Đó như những bước đệm đầu tiên để anh thực hiện hóa ước mơ của mình.
Sau khi tốt nghiệp, Choi Jung Hoon học tại trường đại học Kyunghee khoa Quản trị Kinh Doanh. Nhưng không lâu sau đó anh đã quyết định nghỉ và trong khoảng thời gian đó, anh đã trở thành thực tập sinh cho công ty FNC. Khi còn là thực tập sinh, anh nhận ra mọi hoạt động của mình sẽ bị hạn chế do điều luật công ty. Không những vậy, gu âm nhạc của anh không thích hợp với N.Flying nên một thời gian sau anh đã rời khỏi công ty FNC.

### 2012-2013: Tham gia chương trìnhSuperStar Kmùa 5 và chuẩn bị ra mắt
Choi Jung Hoon cùng hai thành viên khác là Kim Do-hyung và Yoo Young-hyun đã tham gia SuperStar K5. Ở vòng loại đầu tiên, Kim Do-hyung và Yoo Young-hyun đã bị loại, tuy vậy Choi Jung Hoon đã được ở lại và tiếp tục tham gia chương trình thông qua việc trở thành một thành viên của Plan B. Kết quả ở vòng loại, Choi Jung Hoon đã bị loại ở top 7 ở vòng loại Judge's Choice of Song.

#### Thứ hạng trong SuperStar K mùa 5[2][3]
| Vòng loại      | Black Week                  | Top 10 - Time Capsule                      | Top 8 - Special Thanks To     | Top 6 - Judge's Choice of Song |
| Ca khúc        | "Be my baby" - Wonder Girls | "그대와 함께 (With You)" - The Blue (1994) | "I Pray 4 U" – Shinhwa (2002) | Wedding Dress - Taeyang (2009) |
| Người thể hiện | Plan B                      | Plan B                                     | Plan B                        | Plan B                         |
| Thứ hạng       | An toàn                     | An toàn                                    | An toàn                       | Bị loại                        |

### 2014 – nay: JANNABI
Album đầu tay đã gặp một chút khó khăn khi ra mắt vì Hàn Quốc đã xảy ra một vụ lật phà Sewol vào ngày 16 tháng 4 năm 2014. Để thể hiện niềm thương tiếc cho những nạn nhân nên anh và các thành viên của JANNABI đã quyết định dời ngày ra mắt.
Sau khi ra mắt, với tư cách là một leader, anh đã dẫn dắt cả nhóm chiến thắng giải thưởng 'Nghệ sĩ mới xuất sắc nhất của năm' tại Pentaport Rock Festival và lọt vào Top 10 tại Hongdae Gayo Festival.
Vì là một ban nhạc nên Choi Jung Hoon cùng các thành viên đã tự sáng tác và đem thông điệp đó truyền tải đến cho mọi người. Bước đầu thành công với album full-length MONKEY HOTEL.

## Phong cách âm nhạc
Choi Jung Hoon chịu trách nhiệm viết, sáng tác và sản xuất cho hầu hết các bài hát của JANNABI. Hiện tại đã có hơn 80 bài hát được đăng ký bản quyền và công nhận tại Hiệp hội Âm nhạc Hàn Quốc. Anh có khả năng chơi các loại nhạc cụ một cách thành thạo nên chúng đã góp phần tạo nên nhiều sự sáng tạo trong cách sáng tác các bản nhạc rock, indie và indie rock.
Lời bài hát của anh thường xoay quanh những chủ đề trong cuộc sống, từ tình yêu với một cái nhìn đậm chất đời thường đến những suy nghĩ táo bạo qua để thể hiện nên chất rock vốn có. Anh đã trích dẫn Queen, Simon & Garfunkel, Sanulrim, The Beatles là những con người đã mang nguồn cảm hứng cho anh để sáng tác nhạc.
Những nhạc cụ anh đã chơi là các loại guitar điện như PRS và Fender Telecaster, guitar acoustic. "Trước đây, tôi đã từng chơi các loại guitar điện như PRS và Fender Telecaster trong quá khứ, nhưng bây giờ tôi chỉ sử dụng guitar acoustic."

## Đời tư

### Sức khỏe
Khi Choi Jung Hoon đang chơi đá bóng ở trường tiểu học, anh đã bị thương và dây chằng chéo trước của anh đã bị đứt.

### Tranh cãi
Vào năm 2019, tranh cãi nổ ra khi công ty thuộc sở hữu của cha anh đã vướng phải một số nghi ngờ về việc cung cấp các dịch vụ giải trí cựu Thứ trưởng Kim Hak-e và các cáo buộc về gian lận, biển thủ. Từ kết luận của cuộc tranh cãi trên, các cáo buộc liên quan đến Choi Jung Hoon, nhóm điều tra của công tố viên Kim Hak cho biết, "Không có cuộc điều tra nào liên quan đến Choi Jung Hoon." Sau đó, cha của Choi Jung Hoon cũng bị công tố điều tra vì tất cả các nghi ngờ liên quan, nhưng theo kết quả của cuộc điều tra của công tố vào ngày 4 tháng 6 năm 2019, cha của anh thậm chí không bị buộc tội hoặc truy tố.
Đáp lại, Peponi Music đã vẽ dòng chữ: "Báo cáo của đài SBS là sai sự thật và không liên quan gì đến Jannabi." Ông nói, "Hai người con trai được đề cập trên báo chí cũng không liên quan gì đến việc kinh doanh của người cha và chưa bao giờ bị điều tra."
Vào ngày 25 tháng 5, một ngày sau khi chương trình phát sóng, Choi Jeong-hoon cũng chia sẻ lập trường của mình trên SNS thông qua một bài viết dài.
Về việc anh trai đứng tên cổ đông trong doanh nghiệp của bố, anh cho biết:"Việc kinh doanh của bố tôi thất bại vào năm 2012 (khi Jannabi được thành lập), và từ đó đến nay, tôi chưa hề nhận được sự giúp đỡ tài chính nào. Thay vào đó, theo yêu cầu của cha tôi, người có tình trạng tín dụng kém do kinh doanh thất bại, cha tôi đã mượn danh nghĩa để thành lập công ty".
Sau đó theo hòa giải của Ủy ban Trọng tài Truyền thông, vào ngày 24 tháng 6 cùng năm, SBS đã công bố một báo cáo phản bác lại rằng anh Choi Jeong-hoon đã không tham gia vào việc quản lý công ty của cha mình. Nhưng đến cuối cùng, SBS đã không cung cấp một báo cáo chính xác về nghi vấn lần đầu tiên được nêu ra cho đến nay, vào năm 2021, sau khi công bố báo cáo phản đối theo yêu cầu của cha Choi Jung Hoon.
Cùng thời điểm đó, một cư dân mạng đã lan truyền một thông tin sai sự thật 'Họ sống trong một căn hộ 80 Pyeong (đơn vị đo lường ở Hàn Quốc) ở Bundang và đã chụp ảnh với một studio gần đó.'. Kết quả, người đó bị kết tội lan truyền thông tin sai lệch và bị phạt 5 triệu won. Peponi Music cho biết họ cũng sẽ tiến hành một vụ kiện dân sự.
Những lời bịa đặt liên tục được tung ra như Choi Jung Hoon đã giả vờ sống tại căn hộ studio cũng như những gì anh ấy thể hiện trên chương trình I Live Alone đã khiến anh ấy trải qua một khoảng thời gian khó khăn.

## Danh sách đĩa nhạc

### Sáng tác
Số đăng ký của Hiệp hội Bản quyền Âm nhạc Hàn Quốc (KOMCA): Choi Jung Hoon (10007201), 84 bài hát.
| Năm  | Album/EP                 | Phiên bản       | Nghệ sĩ | Phần                          | Bản quyền |
| ---- | ------------------------ | --------------- | ------- | ----------------------------- | --------- |
| 2014 | See Your Eyes            | —               | JANNABI | Soạn nhạc, Viết lời, Cải biên | Yes       |
| 2016 | MONKEY HOTEL             | Normal          | JANNABI | Soạn nhạc, Viết lời, Cải biên | Yes       |
| 2018 | MONKEY HOTEL             | Special Edition | JANNABI | Soạn nhạc, Viết lời, Cải biên | Yes       |
| 2019 | Legend (전설)            | —               | JANNABI | Soạn nhạc, Viết lời, Cải biên | Yes       |
| 2020 | JANNABI's Small Pieces I | —               | JANNABI | Soạn nhạc, Viết lời, Cải biên | Yes       |

### OST
| Năm  | Tên                                                 | Nghệ sĩ | Phần                          | Ghi chú              | Bản quyền |
| ---- | --------------------------------------------------- | ------- | ----------------------------- | -------------------- | --------- |
| 2019 | "The Story I Couldn't See" (나는 볼 수 없던 이야기) | JANNABI | Soạn nhạc, Viết lời, Cải biên | Phụ lục tình yêu OST | Yes       |
| 2021 | "After A Tumultuous Night" (소란한 밤을 지나)       | JANNABI | Soạn nhạc, Viết lời, Cải biên | Love Spoiler OST     | Yes       |

### COLLABORATION
| Năm  | Tên                                    | Nghệ sĩ                                             | Phần                | Bản quyền | Ghi chú                          | Nguồn         |
| ---- | -------------------------------------- | --------------------------------------------------- | ------------------- | --------- | -------------------------------- | ------------- |
| 2020 | 사라진 모든 것들에게 (With ELLE KOREA) | CODE KUNST, Choi Jung Hoon (Jannabi), Simon Dominic | Soạn nhạc, Viết lời | Yes       | Biểu diễn trực tiếp tại MMA 2020 | [ 13 ] [ 14 ] |

## Các hoạt động khác

### Chương trình truyền hình
| Năm  | Kênh | Tên chương trình  | Số tập                                            | Ghi chú                                                                 | Nguồn                |
| ---- | ---- | ----------------- | ------------------------------------------------- | ----------------------------------------------------------------------- | -------------------- |
| 2013 | Mnet | SuperStar K mùa 5 | 2, 4, 5, 6, 7                                     | Cùng thành viên Kim Do-hyung và cựu thành viên Yoo Young-hyun (Jannabi) | [ 4 ]                |
| 2019 | MBC  | I Live Alone      | 289, 293 (các tập bị edit vì tranh cãi: 300, 301) | Tham gia với tư cách cá nhân, có sự góp mặt của các thành viên Jannabi  | [ 15 ] [ 16 ] [ 17 ] |

### Chương trình thực tế
| Năm  | Kênh | Tên chương trình | Số tập | Ghi chú          | Nguồn  |
| ---- | ---- | ---------------- | ------ | ---------------- | ------ |
| 2020 | MBC  | Hangout with Yoo | 35     | Ban nhạc Jannabi | [ 19 ] |
| 2021 | MBC  | Hangout with Yoo | 68     | Cá nhân          | [ 20 ] |

### Chương trình âm nhạc
| Năm                                                  | Kênh | Tên chương trình          | Số tập                      | Bài hát                                        | Ghi chú                                  | Nguồn                              |
| ---------------------------------------------------- | ---- | ------------------------- | --------------------------- | ---------------------------------------------- | ---------------------------------------- | ---------------------------------- |
| 2018                                                 | MBC  | King of Mask Singer       | 183, 184                    | White Winter (하얀 겨울)                       | Candy Guy vs Ginger Man                  | [ 21 ] [ 22 ] [ 23 ]               |
| 2018                                                 | MBC  | King of Mask Singer       | 183, 184                    | Love, on its Solitude (사랑 그 쓸쓸함에 대하여 | Cá nhân - Ginger Man                     | [ 21 ] [ 22 ] [ 23 ]               |
| 2018                                                 | MBC  | King of Mask Singer       | 183, 184                    | Hiya (희야)                                    | Cá nhân - Ginger Man                     | [ 21 ] [ 22 ] [ 23 ]               |
| 2018                                                 | KBS2 | You Hee-yeol's Sketchbook | 407, 424, 435, 480-481, 516 | —                                              | Tham gia cùng với các thành viên Jannabi | [ 24 ] [ 25 ] [ 26 ] [ 27 ] [ 28 ] |
| 2019                                                 | KBS2 | You Hee-yeol's Sketchbook | 407, 424, 435, 480-481, 516 | —                                              | Tham gia cùng với các thành viên Jannabi | [ 24 ] [ 25 ] [ 26 ] [ 27 ] [ 28 ] |
| 2020                                                 | KBS2 | You Hee-yeol's Sketchbook | 407, 424, 435, 480-481, 516 | —                                              | Tham gia cùng với các thành viên Jannabi | [ 24 ] [ 25 ] [ 26 ] [ 27 ] [ 28 ] |
| 2017                                                 | KBS  | Immortal Songs            | 295                         | My Day (나의 하루)                             | Tham gia cùng với các thành viên Jannabi | [ 29 ] [ 30 ]                      |
| 2019                                                 | KBS  | Immortal Songs            | 399                         | For Love                                       | Tham gia cùng với các thành viên Jannabi | [ 29 ] [ 30 ]                      |
| 2019                                                 | KBS  | Immortal Songs            | 426                         | Viva La Vida                                   | Tham gia cùng với các thành viên Jannabi | [ 29 ] [ 30 ]                      |
| "—" biểu thị có rất nhiều bài hát đã được biểu diễn. |      |                           |                             |                                                |                                          |                                    |